# OUKITEL
OUKITEL（オキテル、中国語: 欧奇手机）は、中華人民共和国の広東省深圳市を拠点とする、深圳云基智能科技有限公司（英語: Shenzhen Yunji Intelligent Technology）の傘下の携帯端末メーカーである。

## 概要
2007年にスマートフォンが開始されると共に、深圳云基智能科技有限公司が設立され、そのブランド名として展開した。その後、ブランド名から同社傘下の企業名となった。また、中国国外への進出にも成功しており、世界60か国から130を超えるディストリビューターの開発に成功した。また、OEMおよびODMサービスは、モバイル通信製品だけでなく、電子たばこや発電所にも限定されている。
2008年に全国GSM / CDMA携帯電話ライセンスを取得し、同社はその直後に深圳市と上海市と研究開発センターを建設した。
2009年、シリコンバレー関蘭に拠点を置くファクトリーユニットはISO 9000のシステム認証に合格した。1,000人以上の経験豊富な従業員を擁するこの工場は、年間最大2万台の携帯電話を納入することが可能となった。